# Female Agents
Female agents (Femmes de l'ombre), noto in Italia anche come Fatal agents, è un film del 2008 diretto da Jean-Paul Salomé.
È ispirato alla storia autentica di Lise de Baissac, agente del SOE britannico durante la Seconda guerra mondiale.

## Trama
Louise fa parte della resistenza francese; dopo aver assistito all'esecuzione del marito, anche lui partigiano, raggiunge il fratello a Londra, dove le viene proposto di entrare a far parte di una squadra dello Special Operations Executive (SOE), il servizio segreto voluto personalmente da Winston Churchill.
La sua prima missione sarà quella di prendere contatto in Francia con un geologo britannico che era stato incaricato di studiare, sulla base delle sue conoscenze professionali, le fasi dello sbarco in Normandia. Data l'importanza delle informazioni da lui custodite, si deve provvedere a riportarlo in patria, prima che possa essere catturato dai tedeschi.
Il SOE organizza pertanto un commando di cui fanno parte quattro donne: Louise, la ballerina Suzy, Gaëlle esperta in chimica ed esplosivi, la prostituta Jeanne. Paracadutate in Francia, raggiungono Maria Luzzato, un'ebrea italiana che le attende in una clinica, dove è al momento ricoverato il geologo.
La missione prende il via, ma subito si complica. In seguito il gruppo decide di andare a Parigi invece che tornare a Londra, con una nuova missione: uccidere il colonnello Karl Heindrich, una delle figure chiave del controspionaggio nazista.

## Distribuzione
Il film non è passato dalle sale cinematografiche italiane, ma da ottobre 2011 è stato distribuito in DVD.